# Karjala Cup 2015
Karjala Cup 2015 byl turnaj v rámci série Euro Hockey Tour 2015/2016, který probíhal od 6. do 9. listopadu 2015. Zápas mezi švédskou a českou hokejovou reprezentací proběhl ve Fjällräven Center ve švédském Örnsköldsviku, ostatní zápasy turnaje proběhly v Hartwall areně ve finských Helsinkách. Obhájcem prvenství z předchozího ročníku byla Švédská hokejová reprezentace, která titul obhájila.

## Zápasy
| 5. listopadu 2015 17:30 SEČ | Finsko | 2 : 1 (1:1, 0:0, 1:0) | Rusko | Hartwall Arena, Helsinky Návštěvnost: 7 631 |  |

| Zpráva                                    |                                           |             |                       |                                                                             |
| Juha Metsola                              | Juha Metsola                              | Brankáři    | Ilja Sorokin          | Rozhodčí: Marcus Linde Mikael Sjöqvist Čároví: Pasi Nieminen Hannu Sormunen |
| Lasse Kukkonen 16:56 Petri Kontiola 49:58 | Lasse Kukkonen 16:56 Petri Kontiola 49:58 | 0:1 1:1 2:1 | 15:22 – Ilja Kovalčuk | Rozhodčí: Marcus Linde Mikael Sjöqvist Čároví: Pasi Nieminen Hannu Sormunen |
| 2 min                                     | 2 min                                     | Tresty      | 14 min                | Rozhodčí: Marcus Linde Mikael Sjöqvist Čároví: Pasi Nieminen Hannu Sormunen |
| 25                                        | 25                                        | Střely      | 23                    | Rozhodčí: Marcus Linde Mikael Sjöqvist Čároví: Pasi Nieminen Hannu Sormunen |

| 5. listopadu 2014 19:15 SEČ | Švédsko | 6 : 2 (2:0, 2:0, 2:2) | Česko | Fjällräven Center, Örnsköldsvik Návštěvnost: 5 735 |  |

| Zpráva | |                                 |                                    |                                                                            |
| Viktor Fasth | Viktor Fasth | Brankáři                        | Jakub Kovář                        | Rozhodčí: Roman Gofman Alexej Ravodin Čároví: Johannes Käck Emil Yletyinen |
| Johan Fransson 03:24 Jimmie Ericsson 04:02 Joel Lundqist 32:27 Robert Rosén 37:15 Marcus Sörensen 53:29 Joel Lundqist 58:43 | Johan Fransson 03:24 Jimmie Ericsson 04:02 Joel Lundqist 32:27 Robert Rosén 37:15 Marcus Sörensen 53:29 Joel Lundqist 58:43 | 1:0 2:0 3:0 4:0 4:1 5:1 5:2 6:2 | 50:59 Milan Gulaš 56:11 Jan Hruška | Rozhodčí: Roman Gofman Alexej Ravodin Čároví: Johannes Käck Emil Yletyinen |
| 14 min | 14 min | Tresty                          | 16 min                             | Rozhodčí: Roman Gofman Alexej Ravodin Čároví: Johannes Käck Emil Yletyinen |
| 27 | 27 | Střely                          | 22                                 | Rozhodčí: Roman Gofman Alexej Ravodin Čároví: Johannes Käck Emil Yletyinen |

| 7. listopadu 2014 12:00 SEČ | Rusko | 6 : 3 (1:0, 3:2, 2:1) | Švédsko | Hartwall Arena, Helsinky Návštěvnost: 4 377 |  |

| Zpráva | |                                     |                                                             |                                                                              |
| Vasilij Košečkin | Vasilij Košečkin | Brankáři                            | Henrik Karlsson                                             | Rozhodčí: Mikko Kaukokari Stefan Fonselius Čároví: Hannu Sormunen Henri Neva |
| Daniil Apalkov 09:03 Sergej Mozjakin 28:19 Nikolaj Prochorkin 38:43 Vadim Sipačjev 39:37 Vadim Sipačjev 46:55 Ilja Kovalčuk 58:51 | Daniil Apalkov 09:03 Sergej Mozjakin 28:19 Nikolaj Prochorkin 38:43 Vadim Sipačjev 39:37 Vadim Sipačjev 46:55 Ilja Kovalčuk 58:51 | 1:0 1:1 2:1 2:2 3:2 4:2 4:3 5:3 6:3 | 21:51 Linus Omark 30:03 Andreas Engqvist 43:26 Robert Rosén | Rozhodčí: Mikko Kaukokari Stefan Fonselius Čároví: Hannu Sormunen Henri Neva |
| 4 min | 4 min | Tresty                              | 4 min                                                       | Rozhodčí: Mikko Kaukokari Stefan Fonselius Čároví: Hannu Sormunen Henri Neva |
| 37 | 37 | Střely                              | 25                                                          | Rozhodčí: Mikko Kaukokari Stefan Fonselius Čároví: Hannu Sormunen Henri Neva |

| 7. listopadu 2014 16:00 SEČ | Česko | 1 : 2 (0:0, 1:1, 0:1) | Finsko | Hartwall Arena, Helsinky Návštěvnost: 9 879 |  |

| Zpráva            |                   |             |                                            |                                                                         |
| Dominik Furch     | Dominik Furch     | Brankáři    | Harri Säteri                               | Rozhodčí: Marcus Linde Mikael Sjöqvist Čároví: Jani Pesonen Joonas Saha |
| Milan Gulaš 29:58 | Milan Gulaš 29:58 | 1:0 1:1 1:2 | 36:16 Tommi Huhtala 41:20 Kristian Kuusela | Rozhodčí: Marcus Linde Mikael Sjöqvist Čároví: Jani Pesonen Joonas Saha |
| 2 min             | 2 min             | Tresty      | 4 min                                      | Rozhodčí: Marcus Linde Mikael Sjöqvist Čároví: Jani Pesonen Joonas Saha |
| 22                | 22                | Střely      | 23                                         | Rozhodčí: Marcus Linde Mikael Sjöqvist Čároví: Jani Pesonen Joonas Saha |

| 8. listopadu 2014 12:00 SEČ | Rusko | 3 : 4 SN (0:0, 1:1, 2:2; 0:0; 0:1) | Česko | Hartwall Arena, Helsinky Návštěvnost: 3 384 |  |

| Zpráva | |                                                            |                                                                                      |                                                                                |
| Ilja Sorokin                                                                                                   | Ilja Sorokin                                                                                                   | Brankáři                                                   | Jakub Kovář                                                                          | Rozhodčí: Jari-Pekka Pajula Aleksi Rantala Čároví: Pasi Nieminen Masi Puolakka |
| Sergej Širokov 24:51 Michail Grigorjev 44:07 Viktor Atipin 55:41 Vadim Sipačjev Sergej Mozjakin Sergej Širokov | Sergej Širokov 24:51 Michail Grigorjev 44:07 Viktor Atipin 55:41 Vadim Sipačjev Sergej Mozjakin Sergej Širokov | 0:1 1:1 2:1 2:2 2:3 3:3 Samostatné nájezdy 0:0 1:0 1:1 1:2 | 20:26 Tomáš Zohorna 49:41 Milan Doudera 51:47 Milan Gulaš Vladimír Sobotka Jan Kovář | Rozhodčí: Jari-Pekka Pajula Aleksi Rantala Čároví: Pasi Nieminen Masi Puolakka |
| 6 min | 6 min | Tresty                                                     | 12 min                                                                               | Rozhodčí: Jari-Pekka Pajula Aleksi Rantala Čároví: Pasi Nieminen Masi Puolakka |
| 15 | 15 | Střely                                                     | 34                                                                                   | Rozhodčí: Jari-Pekka Pajula Aleksi Rantala Čároví: Pasi Nieminen Masi Puolakka |

| 8. listopadu 2014 16:00 SEČ | Finsko | 2 : 3 (0:1, 1:1, 1:1) | Švédsko | Hartwall Arena, Helsinky Návštěvnost: 11 295 |  |

| Zpráva                                    |                                           |                     |                                                                |                                                                            |
| Juha Metsola                              | Juha Metsola                              | Brankáři            | Viktor Fasth                                                   | Rozhodčí: Jan Hribik René Hradil Čároví: Sakari Suominen Markus Hägerström |
| Sami Lepistö 34:48 Kristian Kuusela 59:52 | Sami Lepistö 34:48 Kristian Kuusela 59:52 | 0:1 0:2 1:2 1:3 2:3 | 13:46 – Joel Lundqvist 23:43 Jimmie Ericsson 49:13 Linus Omark | Rozhodčí: Jan Hribik René Hradil Čároví: Sakari Suominen Markus Hägerström |
| 4 min                                     | 4 min                                     | Tresty              | 8 min                                                          | Rozhodčí: Jan Hribik René Hradil Čároví: Sakari Suominen Markus Hägerström |
| 29                                        | 29                                        | Střely              | 24                                                             | Rozhodčí: Jan Hribik René Hradil Čároví: Sakari Suominen Markus Hägerström |

## Tabulka
| Poř. | Tým     | Z | V | VP | PP | P | VG | OG | B |
| ---- | ------- | - | - | -- | -- | - | -- | -- | - |
| 1.   | Švédsko | 3 | 2 | 0  | 0  | 1 | 12 | 7  | 6 |
| 2.   | Finsko  | 3 | 2 | 0  | 0  | 1 | 6  | 5  | 6 |
| 3.   | Rusko   | 3 | 1 | 0  | 1  | 1 | 10 | 9  | 4 |
| 4.   | Česko   | 3 | 0 | 1  | 0  | 2 | 7  | 11 | 2 |

## Soupisky hráčů

### Soupiska českého týmu
Trenér Vladimír Vůjtek nominoval v nominaci 22. října 2015 celkem 27 hráčů.
- Hlavní trenér: Vladimír Vůjtek
- Asistent trenéra: Josef Jandač
- Asistent trenéra: Jiří Kalous
- Asistent trenéra: Jaroslav Špaček

| Brankáři | Jakub Kovář        | Avtomobilist Jekatěrinburg |
|          | Dominik Furch      | Avangard Omsk              |
| Obránci  | Jakub Jeřábek      | HC Škoda Plzeň             |
|          | Michal Kempný      | Avangard Omsk              |
|          | Matěj Stříteský    | BK Mladá Boleslav          |
|          | Marek Trončinský   | BK Mladá Boleslav          |
|          | Tomáš Voráček      | BK Mladá Boleslav          |
|          | Jan Kolář          | Amur Chabarovsk            |
|          | Jakub Krejčík      | Örebro HK                  |
|          | Radim Šimek        | Bílí Tygři Liberec         |
|          | Milan Doudera      | HC Oceláři Třinec          |
|          | Tomáš Kundrátek    | Dinamo Riga                |
| Útočníci | Michal Birner      | Bílí Tygři Liberec         |
|          | Vladimír Sobotka – | Avangard Omsk              |
|          | Dominik Kubalík    | HC Škoda Plzeň             |
|          | Tomáš Filippi      | Metallurg Magnitogorsk     |
|          | Jan Kovář          | Metallurg Magnitogorsk     |
|          | Milan Gulaš        | Färjestad BK               |
|          | Jan Buchtele       | HC Sparta Praha            |
|          | Roman Horák        | HK Viťaz Moskevská oblast  |
|          | Rostislav Olesz    | HC Vítkovice Steel         |
|          | Michal Řepík       | Bílí Tygři Liberec         |
|          | Daniel Přibyl      | HC Sparta Praha            |
|          | Lukáš Radil        | HK Spartak Moskva          |
|          | Jan Hruška         | HC Kometa Brno             |
|          | Tomáš Zohorna      | Amur Chabarovsk            |
|          | Marek Kvapil       | KHL Medveščak              |

### Soupiska švédského týmu
Trenér nominoval celkem 23 hráčů.
- Hlavní trenér: Pär Mårts
- Asistent trenéra: Peter Popovic

| Brankáři | Henrik Karlsson    | Jokerit Helsinky      |
|          | Viktor Fasth       | HC CSKA Moskva        |
| Obránci  | Staffan Kronwall   | Lokomotiv Jaroslavl   |
|          | Patrik Hersley     | Lokomotiv Jaroslavl   |
|          | Johan Fransson     | HC Servette Ženeva    |
|          | Erik Gustafsson    | EHC Kloten            |
|          | Magnus Nygren      | Färjestad BK          |
|          | Jonas Junland      | Linköpings HC         |
|          | Daniel Rahimi      | Linköpings HC         |
|          | Jonas Ahnelöv      | Avangard Omsk         |
| Útočníci | Richard Gynge      | Växjö Lakers HC       |
|          | Martin Lundberg    | Skellefteå AIK        |
|          | Anton Rödin        | Brynäs IF             |
|          | Joel Lundqvist     | Frölunda HC           |
|          | Jimmie Ericsson    | Skellefteå AIK        |
|          | David Ullström     | HK Sibir Novosibirsk  |
|          | Andreas Engqvist   | Salavat Julajev Ufa   |
|          | Martin Johansson   | Örebro HK             |
|          | Linus Omark        | Salavat Julajev Ufa   |
|          | Dick Axelsson      | HC Davos              |
|          | Nicklas Danielsson | HC Lausanne           |
|          | Marcus Sörensen    | Djurgårdens IF Hockey |
|          | Robert Rosén       | Växjö Lakers HC       |

### Soupiska ruského týmu
Trenér Oleg Znarok nominoval v nominaci celkem 27 hráčů.
- Hlavní trenér: Oleg Znarok
- Asistent trenéra: Sergej Zubov

| Brankáři | Vasilij Košečkin   | Metallurg Magnitogorsk |
|          | Alexander Lazušin  | HK Dynamo Moskva       |
|          | Ilja Sorokin       | HC CSKA Moskva         |
|          | Děnis Kostin       | Avangard Omsk          |
| Obránci  | Jegor Jakovlev     | SKA Petrohrad          |
|          | Maxim Čudinov      | SKA Petrohrad          |
|          | Děnis Děnisov      | HC CSKA Moskva         |
|          | Nikita Zajcev      | HC CSKA Moskva         |
|          | Bogdan Kiseljevič  | HC CSKA Moskva         |
|          | Michail Grigorjev  | Lokomotiv Jaroslavl    |
|          | Michail Pašnin     | Lokomotiv Jaroslavl    |
|          | Viktor Antipin     | Metallurg Magnitogorsk |
|          | Dmitrij Višněvskij | HK Dynamo Moskva       |
|          | Vitalij Meňšikov   | HK Sibir Novosibirsk   |
| Útočníci | Ilja Kovalčuk -    | SKA Petrohrad          |
|          | Vadim Sipačjov     | SKA Petrohrad          |
|          | Anton Burdasov     | SKA Petrohrad          |
|          | Ilja Kablukov      | SKA Petrohrad          |
|          | Nikita Gusov       | SKA Petrohrad          |
|          | Jevgenij Dadonov   | SKA Petrohrad          |
|          | Sergej Andronov    | HC CSKA Moskva         |
|          | Sergej Mozjakin    | Metallurg Magnitogorsk |
|          | Danis Zaripov      | Metallurg Magnitogorsk |
|          | Děnis Apalkov      | Lokomotiv Jaroslavl    |
|          | Vladislav Kartajev | Lokomotiv Jaroslavl    |
|          | Igor Grigorenko    | Salavat Julajev Ufa    |
|          | Nikolaj Prochorkin | Salavat Julajev Ufa    |
|          | Sergej Širokov     | Avangard Omsk          |
|          | Alexej Cvetkov     | HK Dynamo Moskva       |